# 2002년 11월
| 2002년: 1월 · 2월 · 3월 · 4월 · 5월 · 6월 · 7월 · 8월 · 9월 · 10월 · 11월 · 12월 |

| <          | 2002년 11월 | 2002년 11월 | 2002년 11월 | 2002년 11월 | 2002년 11월 | >          |
| 일         | 월          | 화          | 수          | 목          | 금          | 토         |
|            |             |             |             |             | 1 9.27 계유 | 2 28 갑술  |
| 3 29 을해  | 4 30 병자   | 5 10.1 정축 | 6 2 무인    | 7 3 기묘    | 8 4 경진    | 9 5 신사   |
| 10 6 임오  | 11 7 계미   | 12 8 갑신   | 13 9 을유   | 14 10 병술  | 15 11 정해  | 16 12 무자 |
| 17 13 기축 | 18 14 경인  | 19 15 신묘  | 20 16 임진  | 21 17 계사  | 22 18 갑오  | 23 19 을미 |
| 24 20 병신 | 25 21 정유  | 26 22 무술  | 27 23 기해  | 28 24 경자  | 29 25 신축  | 30 26 임인 |

| 편집하기 |

## 2002년 11월 6일
- 2003학년도 대학수학능력시험이 치러졌다.

## 2002년11월 1일
- 대한민국에서 방송 등급제가 시행되다.